# スプリングフィールドM1795
スプリングフィールドM1795（英:Springfield Model 1795 Musket）は、18世紀後半から19世紀前半にかけてスプリングフィールド兵器廠とハーパーズ・フェリー兵器廠で製造された.69口径のフリントロック式マスケット銃。アメリカで製造された最初の標準マスケット銃である。

## 概要
M1795はアメリカ独立戦争中に大量に輸入された、フランスのシャルルヴィル・マスケット・モデル1763/1766をベースにしている。当時アメリカには約2万丁のシャルルヴィル・マスケットがあった。M1795は米英戦争で使用されたが、その後にデザインおよび製造プロセス双方共に不十分であることが判明し、スプリングフィールドM1812、さらにスプリングフィールドM1816が開発された（M1812はスプリングフィールドのみで生産されたが、M1816はハーパーズ・フェリーでも生産されている）。
ルイス・クラーク探検隊の何人かの隊員もM1795を使用していた。
M1795はアメリカ最初の兵器廠であるスプリングフィールド兵器廠において、遅くとも1799年には製造されていた。これより以前にも製造されていたと思われるが、それを示す日付の刻印がある銃はない。1801年、おそらくは1800年の初頭から、新設されたハーパーズ・フェリー兵器廠での生産が開始された。両兵器廠で製造されたM1795にはいくつかの差異があるため、ハーパーズ・フェリーで製造された銃を別モデルと分類する場合もある。安定した需要があったため、かなりの数の契約企業でも生産が行われた。当時の連邦政府の兵器廠の従業員数では、需要を満たすだけの銃を製造できなかったのである。1800年前後のハーパーズ・フェリーの熟練労働者の数は2ダース程度であり、マスケットをゼロから製造するには非常に人手が必要であった。
M1795は、ベースとしたシャルルヴィル・マスケットの特徴をいくつも受け継いでいた。.69口径で銃身長44インチ、銃床長56インチ、全長60インチであった。最初のバージョンでは銃剣取付金具が銃身の下側にあったが、後に上側に移された。製造期間中にいくつかの小さな改良が行われている。ハーパーズ・フェリーの後期バージョンには銃身長42インチのものもあった。ハーパーズ・フェリーで製造された銃身には1812年のある時期までシリアル番号が刻まれていた。他方、スプリングフィールドで製造された銃身にはシリアル番号は刻まれていない。スプリングフィールドでは、次期モデルであるM1812の生産を1814年から開始しているが、ハーパーズ・フェリーでは少なくとも1819年までM1795の生産を続けており、M1812の生産は行わなかった。両兵器廠ともM1816のデザインには関与しており、両者で製造されたM1816はほとんど同一であった。全てではないが、手作りのものを除いてM1816では多くの部品に互換性があった。他方M1795においては、標準化が十分で無かったため、部品の交換は容易ではなかった。
他の滑腔マスケット銃と同様に、M1795の有効射程は50-75ヤードであった。M1795はイギリスの.75口径のブラウン・ベス・マスケット銃よりも小さな弾丸を使用したが、やや射程が長くまた命中精度も若干高かった。このために、米英戦争では、アメリカ兵はイギリス兵に対してアドバンテージを持つことができた。
M1795は、1812年の米英戦争、1846年-48年の米墨戦争、1861年-1865年の南北戦争で使用された。ほとんどのM1795は、兵器廠または民間工場でフリントロック式からパーカッションロック式（雷管）式に改造され、中にはライフリングが施された銃もある。しかし、南北戦争の勃発時には南軍のM1795はフリントロック式であった。その後雷管式への改造が進められたが、記録によると最後まで改造が行われなかったものもあった。M1795の寿命は1865年まで延長された。
スプリングフィールドでは約8万丁、ハーパーズ・フェリーでは約7万丁のM1795が生産された。

アメリカ陸軍戦闘歩兵章

アメリカ陸軍の功績章の一で、30日間連続して戦闘任務に従事した兵へ贈られるCIB（Combat Infantry Badge - 戦闘歩兵章）の意匠にM1795が取り入れられている。

## 参考資料
- Robert John Moore, Robert J. Moore, Jr., Michael Haynes: Lewis & Clark Tailor Made, Trail Worn: Army Life, Clothing & Weapons of the Corps of Discovery, Farcountry Press (April 2003), ISBN 978-1560372387
- Gregg Lee Carter: Guns in American Society: An Encyclopedia of History, Politics, Culture, and the Law, ABC-Clio Inc (May 2003), ISBN 978-1576077481
- Norm Flayderman: Flayderman's Guide to Antique American Firearms and Their Values, Gun Digest Books; (December 17, 2007), ISBN 978-0896894556